# Mikania
Mikania là một chi thực vật có hoa trong họ Cúc (Asteraceae).

## Một số loài tiêu biểu
- Mikania andrei (Ecuador)
- Mikania batatifolia (Florida and West Indies)[3]
- Mikania capensis (Africa)
- Mikania chimborazensis (Ecuador)
- Mikania cordata Old World Tropics
- Mikania cordifolia (northern Argentina to southeastern United States (Texas to Florida))[4]
- Mikania cuencana (Ecuador)
- Mikania harlingii (Ecuador)
- Mikania iodotricha (Ecuador)
- Mikania iserniana (Ecuador)
- Mikania jamesonii (Ecuador)
- Mikania micrantha (widespread weed in many tropical areas including southern Florida)
- Mikania millei (Ecuador)
- Mikania natalensis (Africa)
- Mikania oreophila (Brazil)
- Mikania pulverulenta (Ecuador)
- Mikania seemannii (Ecuador)
- Mikania scandens (Mexico, Bahamas, and eastern United States as far north as Maine + Michigan)[5]
- Mikania stereolepis (Ecuador)
- Mikania tafallana (Ecuador)